# کانیتو
خوزه کانو لوپز (انگلیسی: Canito; ۲۳ آوریل ۱۹۵۶ – ۲۵ نوامبر ۲۰۰۰) بازیکن فوتبال اهل اسپانیا بود که در دهه‌های ۱۹۷۰ و ۱۹۸۰ بازی می‌کرد. وی هافبک دفاعی در طول دوران حرفه‌ای خود، در دو تیم اصلی در بارسلونا ، اسپانیول و بارسلونا بود، البته تأثیر کمی در تیم دوم داشت.